# John Axelrod
Pour les articles homonymes, voir Axelrod.
John Axelrod est un chef d'orchestre américain né le 28 mars 1966 à Houston. Il est le chef d'orchestre principal et directeur musical de plusieurs orchestres nationaux.

## Biographie

### Formation
Né à Houston le 28 mars 1966, John Axelrod apprend le piano avec Jacquelyn Harbachick et Roberto Eyzaguirre (en) dès l'âge de cinq ans. À seize ans il est accepté comme étudiant par Leonard Bernstein lors de la première de son dernier opéra A Quiet Place (en) à l'Opéra de Houston. Il est diplômé cum laude en 1984 de la St. John's School (en) et poursuit sa formation à l'Université Harvard où il obtient une licence en musique en 1988. Après un stage de jazz durant l'été 1985, il étudie le piano jazz et l'improvisation avec Craig Najjar au Berklee College of Music de Boston. Il continue ses études à Los Angeles tout en travaillant comme A&R Executive pour Atlantic et RCA/BMG Records jusqu'en 1991. Il travaille brièvement comme agent artistique pour Iron John Management, crée sa propre compagnie de production, Ivy League Records, et devient incidemment directeur du Wine and Food Center de Robert Mondavi à Costa Mesa en Californie en 1994. Il retourne à la musique en 1995 et étudie la direction d'orchestre au Conservatoire de Saint-Pétersbourg avec Ilia Moussine. À Houston, il fonde en 1996 l'Orchestra X dont il est le chef et le directeur artistique. Il étudie également avec le chef de l'Orchestre symphonique de Houston Christoph Eschenbach dont il devient l'assistant en 1999 au Festival de musique du Schleswig-Holstein et pour Parsifal à Bayreuth en 2000

### Chef principal
En 2004, John Axelrod est nommé chef principal de l'Orchestre symphonique de Lucerne et directeur musical du Théâtre de Lucerne (de). Pendant les cinq ans de son mandat il apparaît chaque été au Festival de Lucerne, dirigeant concerts et opéras. En avril 2009 il est nommé directeur musical de l'Orchestre national des Pays de la Loire . Il a le titre de directeur musical désigné durant les saisons 2009-2010 et prend ses pleines fonctions lors de la saison 2010-2011. Son engagement, qu'il n'a pas souhaité renouveler avec cette formation, se termine en 2014. En juillet 2009, il est directeur musical de Hollywood in Vienna (en), concert de gala organisé avec l'Orchestre symphonique de la radio de Vienne. Le premier de ces concerts eut lieu le 14 octobre 2009 au Konzerthaus de Vienne. Il est, depuis la saison 2011-2012, le chef principal de l'Orchestre symphonique Giuseppe-Verdi de Milan. En novembre 2014, il est élu nouveau chef d'orchestre et directeur musical de l'orchestre royal de Seville.

### Chef invité
Axelrod travaille avec nombre de formations de premier plan en Europe (Orchestre philharmonique de Londres, Orchestre philharmonique royal, Philharmonia, Royal Scottish National Orchestra, Orchestre symphonique de la NDR de Hambourg, Orchestre de l'Académie nationale Sainte-Cécile, Orchestre philharmonique d'Oslo, Orchestre philharmonique de Monte-Carlo, Orchestre philharmonique royal de Stockholm, Orchestre de la Philharmonie nationale hongroise, Orchestre symphonique de la radio suédoise, Orchestre symphonique national de la radio polonaise, Orchestre du théâtre Mariinsky (en) de Saint-Pétersbourg, Orchestre symphonique de la radio de Vienne au Musikverein et au Konzethaus, Orchestre du Gürzenich de Cologne, Orchestre symphonique de la radio de Berlin, Orchestre national de Lyon, Orchestre de la Suisse italienne et au Mozarteum de Salzbourg), en Asie (Orchestre symphonique de Shanghai et Orchestre symphonique de Kyoto) et en Amérique du Nord (Orchestre symphonique du New Jersey et Orchestre symphonique de Toronto). Il est aussi régulièrement invité par l'Orchestre du Gewandhaus de Leipzig, l'Orchestre de Paris, l'Orchestre philharmonique de Dresde, l'Orchestre philharmonique de la NDR de Hanovre, l'Orchestre symphonique national de la RAI de Turin, l'Orchestre du Théâtre San Carlo de Naples, l'Orchestre de la Fondation Gulbenkian de Lisbonne, l'Orchestre philharmonique de Los Angeles, l'Orchestre de Philadelphie et l'Orchestre symphonique de Chicago.

### Tournée
Durant l'été 2009, John Axelrod effectue une unique tournée européenne et nord-américaine à l'invitation du pianiste chinois Lang Lang et du musicien de jazz Herbie Hancock lors de laquelle il joue dans des lieux tels que le Festival de jazz de Montreux, les Arènes de Vérone, le Royal Albert Hall de Londres, le Festival de piano de la Ruhr, le Festival de jazz de la Mer du Nord de Rotterdam, le Festival de Ravenne, le Festival de Ravinia (en) dans l'Illinois, le Mann Center de Philadelphie, le Massey Hall de Toronto, et l'Hollywood Bowl de Los Angeles. En 2010, alors qu'il est directeur musical de l'Orchestre national des Pays de la Loire, il enregistre avec la violoniste suisse Rachel Kolly d'Alba des œuvres d'Ernest Chausson et de Maurice Ravel pour Warner Classics, édité en 2011. Cet enregistrement remporta un ICMA 2012 Award (International Classical Music Awards) dans la catégorie concertos. En 2011, Axelrod est acclamé par la critique lors de son premier Festival de Salzbourg avec le percussionniste Martin Grubinger dans une reprise de leur concert marathon du Musikverein de Vienne en 2006.

### Collaborations
Il a notamment travaillé avec des solistes comme Julia Fischer, Veronique Gens, Martin Grubinger, Thomas Hampson, Dietrich Henschel, Daniel Hope, Patricia Kopatchinskaja, Lang Lang, Sabine Meyer, Fazil Say, Rachel Kolly d'Alba, Lilya Zilberstein et Ramón Vargas (en) et a créé de nombreuses œuvres de compositeurs tels que Wolfgang Rihm (Sotte Voce II), Kaija Saariaho (Nymphea Reflection), Gabriel Prokofiev (Remix de la 9e de Beethoven's pour instruments électroniques et orchestre), Fazil Say (1001 Nights in a Harem), Marco Stroppa (Rittratti Senza Volto), Michael Gordon (Grey, Pink, Yellow), Karim al-Zand (7th Voyage of Sindbad) Anthony K. Brandt (Express) et Wojciech Kilar (September Symphony).

### Opéra
Dans le domaine de l'opéra, John Axelrod dirige Candide de Léonard Bernstein, mise en scène par Robert Carsen au Théâtre du Châtelet et à la Scala. Il est à la tête également de la nouvelle production du Kehraus um St Stephan d'Ernst Křenek au Festival de Bregenz. Lors des saisons passées au Théâtre de Lucerne (de), il dirige les nouvelles productions de Der Kaiser von Atlantis (pour le Festival de Lucerne), Rigoletto, The Rake's Progress (pour le festival de Lucerne), Le Barbier de Séville, L'Opéra de quat'sous (pour le festival de Lucerne), Eugène Onéguine, Idoménée (pour le festival de Lucerne), Falstaff et Don Giovanni (pour le festival de Lucerne). En 2009, il dirige Tristan et Isolde mis en scène par Olivier Py pour Angers-Nantes Opéra.

## Enregistrements
Nombre d'enregistrements audio et vidéo de John Axelrod sont publiés sur YouTube. Parmi les plus récents enregistrements réalisés par John Axelrod on trouve le nouveau concerto pour piano commandé à Wolfgang Rihm, Sotto Voce II enregistré (avec Sotto voce I) avec le pianiste Nicolas Hodges et l'Orchestre symphonique de Lucerne pour le label Kairos ; le nouveau concerto pour violon composé par Fazil Say 1001 Nights in a Harem avec Patricia Kopatchinskaja et l'Orchestre symphonique de Lucerne pour Naive ; deux disques présentant des œuvres de Franz Schreker et de ses élèves Ernst Krenek et Julius Bürger et un enregistrement sur le vif au festival de Lucerne 2006 de la 3e symphonie (Kaddish) de Leonard Bernstein, du Survivant de Varsovie d'Arnold Schoenberg et du Berliner Requiem de Kurt Weill avec l'Orchestre symphonique de Lucerne pour le label Nimbus Records ; la 9e symphonie d'Antonín Dvořák avec l'Orchestre Württembergische Philharmonie Reutlingen (de) pour le label Genuin (en) ; des œuvres de Wladyslaw Szpilman avec l'Orchestre symphonique de la radio de Berlin pour Sony Classical ; et le concerto pour percussions Das war schön! de Rolf Wallin (en) avec Martin Grubinger et l'Orchestre philharmonique d'Oslo pour le label Ondine.
Il a également enregistré en 2007 Holocaust: A Musical Memorial, vainqueur d'un BBC Emmy Award et pour lequel le Sinfonietta Cracovia (pl) dirigé par John Axelrod fut le premier orchestre à jouer sur le sol d'Auschwitz après sa libération ; la production de Die Nacht/La Nuit pour Arte en 2008, présentant la Symphonie fantastique d'Hector Berlioz avec le Sinfonietta Cracovia ; en 2008 encore la production du Festival de Bregenz, Kehraus um St Stephan d'Ernst Křenek. Un enregistrement de ses propres compositions, How Do I Love Thee, Love Songs for the Romantic at Heart, a également été réalisé par le label canadien Marquis Classics.
En 2010, il enregistre avec la violoniste suisse Rachel Kolly d'Alba des œuvres d'Ernest Chausson et de Maurice Ravel pour le major Warner Classics, édité en 2011 sous le titre "French Impressions". Cet enregistrement remporte un ICMA 2012 Award (International Classical Music Awards) dans la catégorie concertos. En 2012, un nouveau CD "American Serenade" présentant des œuvres pour violon et orchestre de Bernstein, Waxman et Gershwin est nommé pour le même ICMA Award et remporte entre autres un Supersonic Award et la note maximale du BBC Magazine.

## Vie privée
John Axelrod vit entre Montreux (Suisse), Strasbourg (France) et Houston (US) et est père d'une fille qu'il a eue en 2003 avec la journaliste Annette Gerlach,, et d'un fils né en 2018 de sa femme Anastasia (épousée la même année), native de Russie.